# Slåttjärnarna (Nyhems socken, Jämtland, 698672-149259)
Slåttjärnarna är en sjö i Bräcke kommun i Jämtland och ingår i Ljungans huvudavrinningsområde.